# Chlamydopsis pallida
Chlamydopsis pallida är en skalbaggsart som beskrevs av Lea 1918. Chlamydopsis pallida ingår i släktet Chlamydopsis och familjen stumpbaggar. Inga underarter finns listade i Catalogue of Life.